# SWARM
SWARM (Essaim en anglais) est une mission spatiale scientifique de  l'Agence spatiale européenne qui cartographie le champ magnétique terrestre. Elle repose sur une constellation de trois mini-satellites qui a été placée sur orbite par une fusée unique Rockot le 22 novembre 2013. L'objectif de la mission est  mesurer avec une grande précision les variations spatiales et temporelles du champ magnétique terrestre ainsi que l'environnement ionosphérique de la Terre.  Les données collectées apporteront un nouvel éclairage sur les processus internes du globe terrestre et sur l'évolution du climat. SWARM est développée dans le cadre des missions scientifiques Earth Explorer du programme d'observation de la Terre Living Planet. La mission devait durer 4 ans est toujours en cours début 2025.

## Contexte et historique
En juin 2001, l'Agence spatiale européenne lance un appel à propositions pour la sélection de missions scientifiques d'observation de la Terre de la classe Opportunity (petits satellites ayant un cout de développement inférieur à 110 millions €). Les futures missions font partie du programme Living Planet. Les missions Cryosat et SMOS ont été sélectionnées en 1999 dans cette catégorie. 27 propositions sont étudiées dont trois sont pré-sélectionnées en mai 2002 : ACE+, EGPM et SWARM. En juin 2004, SWARM, qui est opposé finalement à 5 autres candidats (EarthCare, SPECTRA, WALES, ACE+, EGPM) dans une catégorie de mission rebaptisée entretemps Earth Explorer, est sélectionné pour un lancement en 2009,.
Deux symposiums scientifiques réunissant la communauté scientifique   ont lieu en mai 2006 à Nantes et en juin 2009 à Potsdam ; ils permettent de préciser les concepts et les objectifs de la mission ainsi que les modalités d'utilisation des données recueillies,. Fin 2007 la phase de conception s'achève et la construction des satellites débute dans la filiale allemande de  EADS Astrium. Début 2010 le lanceur russe Rockot, qui a placé en orbite en 2009 deux satellites européens du même programme (GOCE et SMOS) et en 2010 CryoSat-2 est sélectionné pour le lancement simultané des trois satellites mi-2012. À la suite de l'échec du lancement d'une Proton/Briz-M le 6 aout 2012, la mise en orbite des satellites SWARM est repoussée. En effet, la fusée Rockot  utilise également l'étage Briz-M à l'origine de l'échec du lancement. En conséquence la mise orbite des satellites, planifiée en octobre 2012, est repoussée au mieux à mi-mars  2013. Les trois satellites ont finalement été placés sur orbite  le 22 novembre 2013.

## Objectifs de la mission
Les satellites scientifiques Ørsted (Danemark 1999) et CHAMP (Allemagne 2000) ont permis de démontrer que des mesures effectuées depuis l'espace permettaient d'améliorer la modélisation des variations séculaires du champ magnétique. Swarm grâce à une nouvelle génération d'instruments et à sa configuration (constellation) doit permettre d'améliorer de manière importante les mesures effectuées par ses prédécesseurs. La constellation de satellites SWARM doit mesurer l'intensité, la direction et les variations du champ magnétique terrestre avec comme objectif de mieux connaitre :
- le processus de génération du champ magnétique terrestre par le noyau métallique de la Terre ;
- les interactions entre le noyau et le manteau
- le champ magnétique de la lithosphère ;
- la conductivité électrique dans le manteau ;
- l'influence du Soleil sur le champ magnétique terrestre à travers les couplages entre l'ionosphère et la magnétosphère ;
- la composante du champ magnétique produite par les marées et courants océaniques.

## Caractéristiques techniques
L'ESA a choisi de développer une constellation de trois satellites au lieu d'un satellite unique pour pouvoir mesurer les différentes sources du champ magnétique et réaliser une modélisation beaucoup plus détaillée et précise de celui-ci. La constellation permet également d'établir une carte tridimensionnelle de la conductivité du manteau.
Chacun des trois satellites a une masse d'environ 472 kilogrammes dont 106 kg de fréon. Les trois satellites sont identiques et comportent un corps central long de 5 mètres pour une hauteur et une largeur maximale de respectivement 0,8 m et 1,3 m prolongé par un mat long de 4 mètres servant de support aux magnétomètres  (longueur hors tout de 9,06 mètres). Le corps central est recouvert de panneaux solaires représentant une surface de 4,4 m2 et fournissant 215 watts.  L'énergie est stocké dans des batteries lithium-ion de 48 A-h. Le satellite est stabilisé 3 axes avec le mat pointé dans un sens opposé au vol. Les satellites utilisent des propulseurs à gaz froid consommant du fréon : des propulseurs de 20 millinewtons servent au contrôle de l'orientation tandis que les corrections d'orbite ont recours à des propulseurs de 50 mN.  Les télécommunications sont réalisées en bande S : le débit pour les communications envoyées au sol est de 6 mégaoctets par seconde. Le volume de données généré chaque jour est en moyenne de 247 mégaoctets. Chaque satellite dispose de deux mémoires de masse à semi-conducteurs ayant chacune une capacité de stockage de 16 gigaoctets. La quantité de données transmise une fois par jour à la station de Kiruna est de 1,8 gigabits,.
Chaque satellite embarque les instruments suivantes :
- le magnétomètre à saturation de flux VFM (Vector Field Magnetometer) utilisé pour la mesure vectorielle du champ magnétique . Le VFM sera installé sur un banc optique en compagnie d'un viseur d'étoiles (STR)
- le magnétomètre scalaire absolu ASM (Absolute Scalar Magnetometer) mesure l'intensité du champ magnétique et est utilisé pour étalonner l'instrument VFM. L'instrument est développé par le Laboratoire d'électronique et de technologie de l'information
- l'instrument de mesure de la densité ionique, de la vitesse de la dérive et du champ électrique EFI (Electric Field Instrument)
- l'accéléromètre  ACC (accelerometer) mesure les accélérations qui ne sont pas liées au champ gravitationnel mais découlent de la traînée dans l'atmosphère résiduelle traversée par le satellite

La position du satellite est déterminée à l'aide :
- d'un réflecteur laser  LRR (Laser Retroreflector) qui est utilisé pour effectuer des mesures par télémétrie laser sur satellites.
- de récepteurs GPS

## Déroulement de la mission
Les 3 satellites sont lancés ensemble le 22 novembre 2013 par une fusée russe Rockot depuis la base de lancement de Plessetsk dans le cadre d'un contrat avec la société germano-russe Eurockot,. Les satellites sont placés en orbite polaire. Deux des satellites naviguent en tandem à une distance de 160 km l'un de l'autre et à une altitude de 450 km, le troisième croisant à une altitude de 530 km. Initialement, la paire est placée sur une orbite dont l'inclinaison de 87,35° diffère de 0,6° avec le troisième satellite (87,95°). Au bout de 3 ans, la différence d'inclinaison atteint 90°. Dans cette configuration, des relevés simultanés peuvent être effectués en des points situés non seulement à des altitudes différentes mais également à des heures différentes. La mission doit durer 4 ans après une période de calibrage de 3 mois. La mission est toujours en cours en 2025.

## Résultats